# Limba retoromană

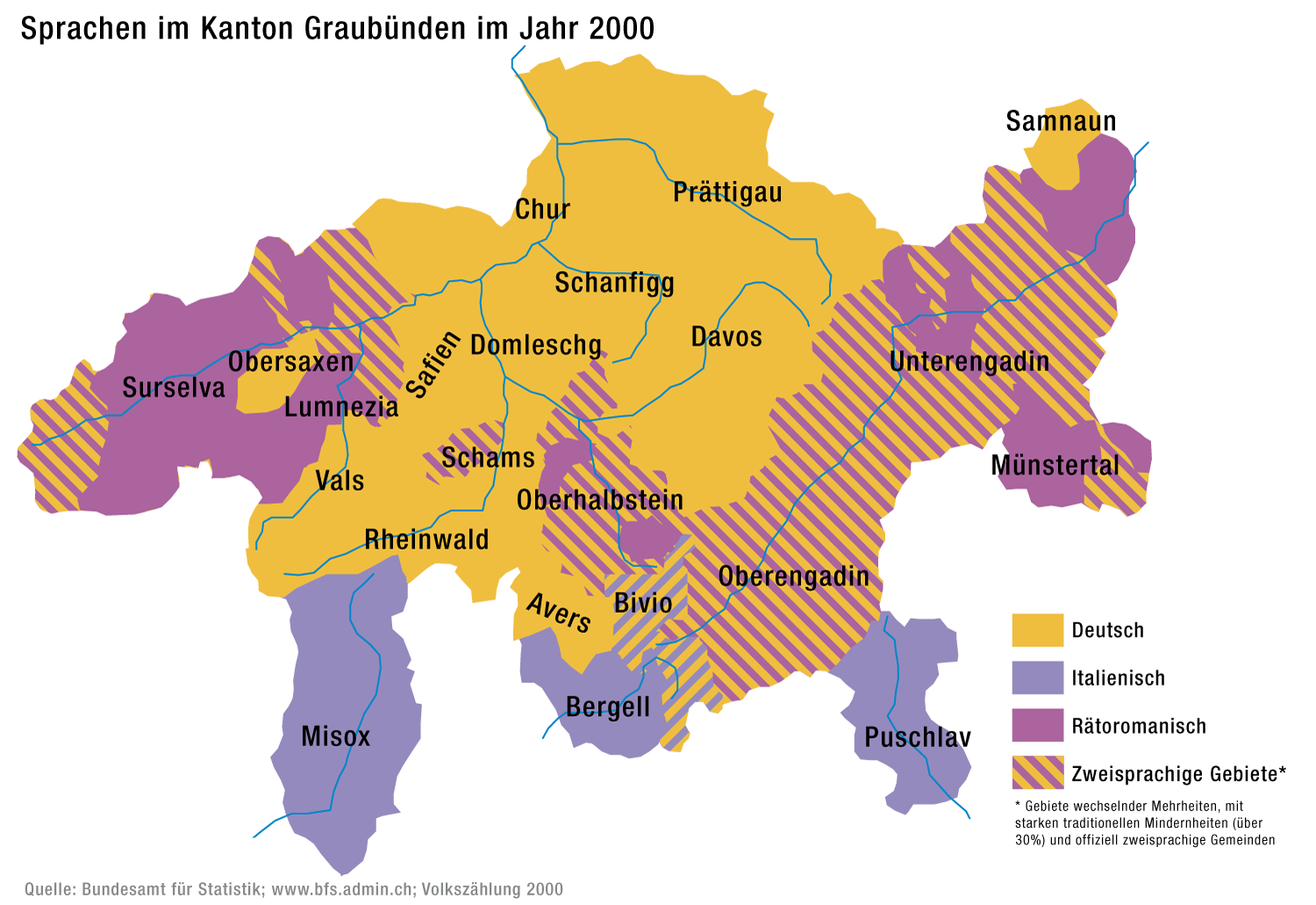
Distribuția limbilor în cantonul Graubünden din Elveția.

Limbile romanice retice - Retoromana (romanșa) e cu roșu

Limba retoromană (în retoromană rumantsch; în germană Bündnerromanisch sau Rätoromanisch; în franceză romanche; în  italiană romancio) este una dintre cele patru limbi naționale (în germană: Amtssprache, „limbă administrativă”) ale Elveției, începând cu 20 februarie 1938; totuși, nu are statut de limbă oficială deplină așa ca germana, franceza și italiana. De retoromană ține și limba romanșă (v. mai jos).
Din punct de vedere lingvistic, retoromana este un grup de dialecte. Este una din cele 3 limbi romanice retice sau „rețiane”, în prezent izolate geografic, dar constituind probabil în trecut o unitate, și anume:
- grupul occidental: retoromana - se vorbește în cantonul elvețian Graubünden și are două varietăți mai importante: sursilvana (în regiunea catolică) și engadineza sau ladina (în regiunea protestantă), aceasta din urmă cuprinzând: engandineza de jos, engandineza de sus și graiul din Val Müstair. Retoromana este vorbită de 36.622 de persoane (recensământul din 2012).[2]
- grupul central: ladina dolomitică - se vorbește în regiunea munților Dolomiți din Italia.
- grupul oriental: friulana - se vorbește în regiunea Friuli, Italia.[3] Din punctul de vedere al numărului vorbitorilor, grupul oriental (friulan) este cel mai bine reprezentat, cu 700.000 de vorbitori.[4]

(Prefixul reto- și cuvintele „retic”, „rețian” provin de la numele provinciei romane antice Raetia.)
Limba romanșă (în original: rumantsch grischun, „romanșa de Graubünden”) este o formă scrisă unificată a dialectelor retoromanei din Graubünden, standardizată de lingvistul Heinrich Schmid în 1982. Este deci o limbă artificială, de tip limbă-acoperiș. Limba astfel standardizată are un nivel de acceptanță relativ scăzut, ceea ce face ca adesea vorbitorii diferitelor dialecte să se adreseze unul altuia în germană, accelerând astfel declinul dialectelor retoromane.
Organizația umbrelă pentru toate asociațiile literare retoromane este "Liga Romanșă" (Lia Rumantscha). Începând din 2001, romanșa este folosită de administrația întregului canton.

## Detalii
O grupă de lingviști, adepți ai lui Graziadio Ascoli (1829–1907) și Theodor Gartner (1843-1925), desemnează toate cele 3 limbi romanice retice de mai sus drept „limbile retoromane” (cu circa 830.000 de vorbitori), care însă așa pot fi confundate cu retoromana din Graubünden. Cealaltă grupă, adepții lui Carlo Battisti (1882–1977) și Carlo Salvioni (1858–1920), afirmă că această poziție nu e îndreptățită. Disputa științifică nu este încă decisă.
Retoromana din Graubünden este vorbită de aproximativ 35.000 de persoane și constă în mai multe dialecte cu deosebiri mari între ele: sursilvan, sutsilvan, surmiran, puter (engadineza de sus) și vallader (engadineza de jos).

## Caracteristici
- sursilvana: alternanță între diftong și vocală, cu implicații morfologice (ex.: gries „gros”, grossa „groasă”); persoana 1 verbală are desinența -el (ex.: cumprel „cumpăr”)
- engandineza: complementul direct nume de persoană folosește prepoziția a (ca în limba spaniolă)

Cel mai vechi text din grupul occidental este un fragment de predică din secolul al XII-lea. Prima operă literară este un poem epic (Chanzun de la guerra dalg Chiasté d'Müsch) (1527), scris de Gian Travers în engandineza de sus. Prima traducere a Bibliei într-o limbă retică este cea tradusă în dialectul engandinez în 1560, de către J. Bifrun.

### Ortografie
Retoromana e scrisă cu alfabetul latinesc și, în cea mai mare parte a situațiilor, respectă ortografia fonemică, având o potrivire ridicată între litere și sunete. Ortografia se diferențiază un pic, în funcție de varietățile dialectale. 
| Litere mari |    |    |    |   |    |     |    |   |            |    |    |    |   |    |    |    |    |    |   |    |     |     |
| A           | B  | C  | D  | E | F  | G   | H  | I | J          | L  | M  | N  | O | P  | Q  | R  | S  | T  | U | V  | X   | Z   |
| Litere mici |    |    |    |   |    |     |    |   |            |    |    |    |   |    |    |    |    |    |   |    |     |     |
| a           | b  | c  | d  | e | f  | g   | h  | i | j          | l  | m  | n  | o | p  | q  | r  | s  | t  | u | v  | x   | z   |
| Denumire    |    |    |    |   |    |     |    |   |            |    |    |    |   |    |    |    |    |    |   |    |     |     |
| a           | be | țe | de | e | ef | ghe | ha | i | iot/i lung | el | em | en | o | pe | ku | er | es | te | u | ve | ics | țet |

Consoane
| Ortografie | Echivalentul românesc                   | Exemplu                                                      | Precizare |
| ---------- | --------------------------------------- | ------------------------------------------------------------ | --- |
| b          | b                                       | baselgia ('biserică'), bügl ('fântână')                      | |
| c          | k                                       | canaster ('ladă'), corda ('coardă')                          | Înainte de a, o și u și a consoanelor |
| c          | ț                                       | december ('decembrie'), celebrar ('a celebra')               | Înainte de e și i |
| ch         | ci                                      | chapütscha ('pălărie'), zücher ('zahăr')                     | La dialectele Putèr și Vallader |
| ch         | k                                       | zucher ('zahăr')                                             | La dialectele Sursilvan, Sutsilvan și Surmiran                                                                                                   |
| d          | d                                       | dir ('înăuntru'), rouda ('roată')                            | |
| f          | f                                       | fil ('șnur'), fö ('foc')                                     | |
| g          | g                                       | gattegl ('pisicuță'), god ('codru')                          | Înainte de a, o și u și a consoanelor articulate                                                                                                 |
| g          | gi                                      | tegia ('cabană'), gö ('joc'), saung ('sânge')                | Înainte de e, ö, i și ü; i-ul e trecut sub tăcere când e urmat de altă vocală; la final de cuvânt la Putèr și Vallader (de obicei, nearticulate) |
| gh         | g                                       | schenghegiar ('a oferi în dar'), ghigna ('grimasă')          | Înainte de e și i (nu apare în altă parte) |
| gl         | gl                                      | Glaruna (orașul 'Glarus'), glatsch ('gheață')                | Înainte de a, e, o, u și ö |
| gl         | i                                       | egl ('ochi'), maglia ('mâncare'), glüsch ('lumânare')        | Înainte de i, ü și la final de cuvânt; i-ul e trecut sub tăcere când e urmat de altă vocală                                                      |
| gn         | n moale, ca în franceză și italiană     | gnierv ('nerv'), chavagna ('ladă')                           | |
| h          | (tăcut)                                 | habitaziun ('locuință'), hoz ('azi')                         | În majoritatea cazurilor; mai vezi: ch, gh și sch                                                                                                |
| h          | h                                       | haluncs ('hoți'), hobi ('ocupație distractivă')              | La unele interjecții și neologisme |
| h          | h mai pronunțat                         | amih ('amic')                                                | |
| j          | i                                       | jamna ('săptămână'), muja ('vacă având doi ani')             | |
| k          | c                                       | kilo ('kilogram'), tockin ('bucățică')                       | Apare numai la neologisme, mai puțin la Putèr și Vallader, unde mai apare înainte de i și de e.                                                  |
| l          | l                                       | lev ('lumină'), miel ('miere')                               | |
| m          | m                                       | mellen ('galben'), mül ('cârtiță')                           | |
| n          | n                                       | paun ('pâine'), punt ('pod')                                 | Mai puțin ce e jos |
| ng         | [ŋ]                                     | pang ('pâine')                                               | numai la Surmiran |
| p          | p                                       | pur ('agricultor'), pom ('măr')                              | |
| qu         | cu                                      | quater ('patru'), quint ('chitanță')                         | |
| r          | r                                       | trais & treis ('trei')                                       | |
| s          | s                                       | sulegl ('soare'), qualchosa ('ceva')                         | Adeseori, la începutul cuvintelor și după consoane; mereu se citește 's' și mereu la sfârșitul cuvântului                                        |
| s          | z                                       | casa ('locuință'), maisa ('masă')                            | Adeseori, între vocale; câteodată după l, n ori r; câteodată la începutul vreunui cuvânt                                                         |
| s          | ș                                       | scaffa ('dulap'), spler ('fluture')                          | Înaintea consoanelor stinse; la începutul vreunui cuvânt înainte de m, n ori r                                                                   |
| s          | j                                       | sbagl ('greșeală'), sdun ('lingură')                         | Înainte de vreun obstruant articulat |
| sch        | ș                                       | schavet ('monoton'), schmancher ('a uita')                   | |
| sch        | j                                       | pischada ('unt'), travascher ('a munci')                     | oriunde, mai puțin la sfârșitul cuvântului |
| s-ch       | șci                                     | pas-chüra ('pășunat')                                        | apare numai la Putèr și Vallader, corespunde lui stg la alte dialecte                                                                            |
| t          | t                                       | tut & tuot ('tot' sau 'toți')                                | |
| tg         | ci                                      | vitg ('sat')                                                 | Înainte de e și i; i-ul e trecut sub tăcere când e urmat de altă vocală; corespunde lui ch la Putèr și Vallader                                  |
| tsch       | ci                                      | tschintschar ('a vorbi' sau 'a dialoga'), tschöver ('grevă') | |
| v          | v                                       | riva ('mal'), verdüra ('legume')                             | |
| w          | v                                       | pista da bowling ('pistă sau culoar de joc de popice')       | Apare numai la cuvinte străine |
| x          | cs                                      | exact                                                        | de obicei, apare în jargon și la nume precise |
| y          | (Depinde de pronunția limbii originale) | hockey                                                       | Apare numai la cuvintele străine |
| z          | ț                                       | canzun ('cântec'), zop ('ascunzătoare')                      | |

Vocale
| Ortografie | Echivalentul românesc                     | Exemplu                                                                       | Precizare                                               |
| ---------- | ----------------------------------------- | ----------------------------------------------------------------------------- | ------------------------------------------------------- |
| a          | a                                         | clav ('cheie'), bagn ('baie')                                                 | la silabele accentuate                                  |
| a          | a prescurtat sau ă                        | casa ('casă'), canzun & chanzun ('cântec'), mellan ('galben')                 | la silabele neaccentuate                                |
| ai         | ai                                        | zai ('greu'), naiv ('nea')                                                    |                                                         |
| au         | au                                        | aur ('aur'), paur ('agricultor')                                              | la cele mai multe dialecte                              |
| au         | e                                         | maun ('mână')                                                                 | la Putèr                                                |
| e          | e                                         | lev ('lumină'), fnestra ('fereastră'), tegia ('cabană'), allegra ('salutare') | la silabele accentuate                                  |
| e          | a prescurtat sau ă                        | mellen ('galben'), cudesch ('carte')                                          | la silabele neaccentuate                                |
| é          | e                                         | pér ('pară')                                                                  | de obicei, numai cuvintele unde e-ul e scris cu accent  |
| ê          | e                                         | pêr ('pereche')                                                               | de obicei, numai cuvintele unde e-ul e scris cu accent  |
| è          | e                                         | pèr ('pereche')                                                               | de obicei, numai cuvintele unde e-ul e scris cu accent  |
| ei         | ei                                        | meisa ('masă'), meidi ('medic')                                               | pronunția exactă depinde de dialect                     |
| eu         | eu                                        | jeu ('eu'), glieud ('norod')                                                  |                                                         |
| i          | i                                         | ti ('tu'), tizcher ('a începe focul')                                         | Dar, vezi sus despre gi și gli                          |
| ï          | i                                         | gïun ('contrabas')                                                            | arată că vocala nu formează diftong cu vocala următoare |
| ia         | ia                                        | fiasta ('sărbătoare' sau 'ospăț')                                             |                                                         |
| ie         | ie, i-ul fiind prelung                    | tschiel ('cer'), miel ('miere')                                               |                                                         |
| iu         | ieu                                       | ischiu ('oțet')                                                               |                                                         |
| iau        | iau                                       | cumiau ('bifurcare' sau 'despărțire')                                         |                                                         |
| ⟨ieu⟩      | ieu                                       | jeu ('eu')                                                                    | se mai scrie "jeu"                                      |
| o          | oa, ca în maghiară                        | comba ('picior'), pom ('măr')                                                 |                                                         |
| ou         | oa, ca în maghiară                        | vouta ('timp')                                                                | la Putèr                                                |
| ou         | o                                         | rouda ('roată')                                                               | la Vallader                                             |
| ou         | ou                                        | nous ('noi')                                                                  | la Surmiran                                             |
| u          | u                                         | luvrar ('a munci'), tudas-ch ('neamț')                                        | depinde de termen și de dialect                         |
| u          | o, u prelung                              | cudisch & cudesch ('carte')                                                   | depinde de termen și de dialect                         |
| ua         | ua                                        | quater ('patru'), aguagliöl ('cui')                                           |                                                         |
| ue         | ue                                        | quen ('chitanță')                                                             |                                                         |
| ui         | ui                                        | quint ('chitanță')                                                            |                                                         |
| uo         | u și oa, ca în maghiară                   | buob ('băiat'), chamuotsch ('capră neagră')                                   |                                                         |
| uai        | uai                                       | quai ('acesta', 'ăsta'), frequaint ('frecvent')                               |                                                         |
| uei        | uei                                       | quei ('acesta', 'ăsta')                                                       |                                                         |
| uau        | uau                                       | uaul ('pădure')                                                               |                                                         |
| ö          | [ø], ca în germană                        | chaschöl ('brânză')                                                           | Numai la Putèr și Vallader                              |
| ü          | [y], ca în germană                        | tü ('tu')                                                                     | Numai la Putèr și Vallader                              |
| üe         | [y], ca în germană + e-ul e aproape stins | spüerta ('ofertă')                                                            | Numai la Putèr și Vallader                              |

## Exemple
| Limba romanșă | Limba română |
| --- | --- |
| Bap nos, quel chi est in ils cels, sanctificha vegna teis nom; teis regiuam vegna nan pro; tia voeglia dvainta, sco in cel, usche eir in terra; nos pan d'imminchia di da a nus hoz, perduna a nus nos debits, sco eir nus perdunains a nos debitaduors; e non ans manar in provamaint, ma spendrans dal mal. Perche teis reginam e la possanza e la gloria in eterno. Amen. | Tatăl nostru Care ești în ceruri, sfințească-se numele Tău, vie împărăția Ta, fie voia Ta, precum în cer așa și pe Pământ. Pâinea noastră, cea de toate zilele, dă-ne-o nouă astăzi și ne iartă nouă păcatele noastre, precum și noi iertăm greșiților noștri; și nu ne duce pe noi în ispită, ci ne mântuește de cel rău. Căci a Ta este împărăția, și puterea, și mărirea în veci. Amin. |

Jos e un fragment din fabula grecească "Vulpea și corbul" a lui Esop, folosind interpretarea franțuzească a lui Jean de La Fontaine: 
| Limba retoromană | Limba română |
| --- | --- |
| La vulp era puspè ina giada fomentada. Qua ha ella vis sin in pign in corv che tegneva in toc chaschiel en ses pichel. Quai ma gustass, ha ella pensà, ed ha clamà al corv: «Tge bel che ti es ! Sche tes chant è uschè bel sco tia parita, lur es ti il pli bel utschè da tuts». | Vulpea iarăși era flămândă. Acolo, ea a văzut un corb așezat pe un brad, ținând în ciocul lui o bucată de brânză. Asta mi-ar plăcea, gândea ea, și i-a strigat corbului: "Ești așa de frumos ! Dacă cântul tău e tot atât de plăcut ca înfățișarea ta, atunci ești cea mai frumoasă dintre toate păsările." |

Traducerea artistică în românește, a lui Gheorghe Asachi: 